# Nadine Keßler
Nadine Keßler (sinh ngày 4 tháng 4 năm 1988) là một cầu thủ bóng đá nữ Đức đã giải nghệ. Cô từng thi đấu trong màu áo câu lạc bộ VfL Wolfsburg và đội tuyển Đức. Keßler giành giải thưởng Cầu thủ xuất sắc nhất năm của FIFA vào năm 2014.

## Sự nghiệp câu lạc bộ

### 2009–2011: 1. FFC Turbine Potsdam
Keßler ký hợp đồng với 1. FFC Turbine Potsdam tại Frauen Bundesliga ở tuổi 21 vào năm 2009. Cô cùng đội về nhất tại giải quốc nội với thành tích 19–2–1 trong đó cô ghi 11 bàn. Đội giành chức vô địch UEFA Women's Champions League 2009-10 sau khi vượt qua Olympique Lyon trong loạt luân lưu.

### 2011–2016: VfL Wolfsburg
Vào năm 2011, Keßler chuyển sang VfL Wolfsburg. Đội về thứ hai tại Bundesliga 2011-12 với thành tích 18–2–2 trong đó Keßler ghi 11 bàn.
Trong mùa giải 2012-13, Keßler ghi 8 bàn và giúp Wolfsburg lên ngôi vô địch. Cô tiếp tục giành chức vô địch UEFA Women's Champions League 2012-13 sau khi cùng Wolfsburg thắng Olympique Lyon 1-0 trong trận chung kết.
Vào năm 2014, Keßler đưa Wolfsburg tới chức vô địch Bundesliga và Champions League. Wolfsburg trở thành đội bóng đá nữ Đức đầu tiên giành cú ăn ba. Mùa giải này Keßler nhận danh hiệu Cầu thủ nữ xuất sắc nhất châu Âu của UEFA. Cô nhận danh hiệu FIFA Player of the Year vào tháng 1 năm 2015, vượt qua Marta và Abby Wambach.
Sau một thời gian dài chấn thương cô chính thức giải nghệ vào ngày 14 tháng 4 năm 2016.

## Sự nghiệp đội tuyển quốc gia
Keßler thi đấu tại các cấp độ U-15, 17, 19, và 20 của Đức từ 2003 tới 2008. Cô lần đầu thi đấu cho đội tuyển quốc gia tại Cúp Algarve 2010 vào ngày 26 tháng 2 năm 2010 gặp Phần Lan khi vào sân thay cho Lena Goeßling và ghi bàn đầu tiên ở phút 77 của trận đấu.
Tại Giải vô địch bóng đá nữ châu Âu 2013 cô cùng đội đoạt danh hiệu châu Âu thứ sáu liên tiếp sau chiến thắng 1–0 trước Na Uy.

### Bàn thắng quốc tế
| #   | Ngày                 | Địa điểm            | Đối thủ  | Tỉ số | Chung cuộc | Giải đấu                 |
| --- | -------------------- | ------------------- | -------- | ----- | ---------- | ------------------------ |
| 1.  | 26 tháng 2 năm 2010  | Parchal, Bồ Đào Nha | Phần Lan | 6–0   | 7–0        | Cúp Algarve 2010         |
| 2.  | 13 tháng 2 năm 2013  | Strasbourg, Pháp    | Pháp     | 2–3   | 3–3        | Giao hữu                 |
| 3.  | 13 tháng 2 năm 2013  | Strasbourg, Pháp    | Pháp     | 3–3   | 3–3        | Giao hữu                 |
| 4.  | 11 tháng 3 năm 2013  | Lagos, Bồ Đào Nha   | Na Uy    | 2–0   | 2–0        | Cúp Algarve 2013         |
| 5.  | 21 tháng 9 năm 2013  | Cottbus, Đức        | Nga      | 2–0   | 9–0        | Vòng loại World Cup 2015 |
| 6.  | 21 tháng 9 năm 2013  | Cottbus, Đức        | Nga      | 8–0   | 9–0        | Vòng loại World Cup 2015 |
| 7.  | 23 tháng 11 năm 2013 | Žilina, Slovakia    | Slovakia | 1–0   | 6–0        | Vòng loại World Cup 2015 |
| 8.  | 23 tháng 11 năm 2013 | Žilina, Slovakia    | Slovakia | 4–0   | 6–0        | Vòng loại World Cup 2015 |
| 9.  | 12 tháng 3 năm 2014  | Faro, Bồ Đào Nha    | Nhật Bản | 1–0   | 3–0        | Cúp Algarve 2014         |
| 10. | 8 tháng 5 năm 2014   | Osnabrück, Đức      | Slovakia | 4–0   | 9–1        | Vòng loại World Cup 2015 |

Nguồn:

## Danh hiệu

### Đồng đội
1. FC Saarbrücken
- 2. Bundesliga: Vô địch (2) 2006-07, 2008-09

1. FFC Turbine Potsdam
- Bundesliga: Vô địch (2) 2009-10, 2010-11
- UEFA Women's Champions League: Vô địch (1) 2009-10
- DFB-Hallenpokal: Vô địch (1) 2010

VfL Wolfsburg
- Bundesliga: Vô địch (2) 2012-13,  2013-14
- UEFA Women's Champions League: Vô địch (2) 2012-13, 2013-14
- DFB-Pokal: Vô địch (2) 2012-13, 2014-15

Đức
- Giải vô địch bóng đá nữ U-19 châu Âu: Vô địch (2) 2006, 2007
- Giải vô địch bóng đá nữ châu Âu: Vô địch (1) 2013
- Cúp Algarve: Vô địch (1) 2014
- Nordic Cup U-17: Vô địch (1) 2005

### Cá nhân
- Huy chương Fritz Walter: Huy chương bạc 2006
- Cầu thủ nữ xuất sắc nhất châu Âu của UEFA: 2014
- Cầu thủ xuất sắc nhất năm của FIFA: 2014
- Cầu thủ nữ xuất sắc nhất của IFFHS: 2014[16]